# Castell de la Selva del Camp
El Castell de la Selva, és un castell a la part més septentrional del nucli històric de la Selva del Camp a la comarca del Baix Camp. La construcció es remunta al segle xii i va ser residència del Paborde i posteriorment de l'Arquebisbe de Tarragona. Recentment restaurat i rehabilitat, les restes del castell serveixen com a sala polivalent i centre d'interpretació i dinamitzador turístic, en el qual es realitzen exposicions temporals i tota mena d'actes programats, així com l'exposició permanent «L’obra d'oller» i espais audiovisuales d’interpretació històrica. És un monument protegit com a bé cultural d'interès nacional.

## Història
Des del 1194 la vila de la Selva del Camp i el castell eren sota la jurisdicció del paborde que era una dignitat del capítol de Tarragona. Es coneixen inventaris del castell i també les dimensions d'aquest, així com la funció de les diferents estances. El castell tenia un espai destinat a graner, que era el lloc de recollida dels fruits del delme i també disposava de grans cups de la verema. Era un punt de guaita i defensa, tenia presó i era la residència principal del paborde. La pabordia quedà suprimida el 1410 i les seves rendes van ser distribuïdes entre els dignataris del capítol. L'any 1412, el domini directe sobre el castell i la vila de la Selva del Camp s'atribuí a l'arquebisbe, en aquell moment Pere de Sagarriga, que freqüentà menys el castell. Al final del segle xvi i al principi del segle xvii, amb la construcció de la nova església parroquial, bona part de l'antic castell s'utilitzà en la nova construcció i va desaparèixer.
La senyoria de l'arquebisbe sobre la Selva del Camp durà fins a la desamortització del segle xix. Extingides les senyories per la desamortització, el castell passà a tenir diverses funcions com ara escola o caserna de la guàrdia civil). L'Ajuntament, entrat el nou mil·lenni, va decidir tirar endavant un projecte ambiciós com era el de restituir el monument i donar-li una funció d'ús públic d'acord amb la seva identitat, un equipament cultural.

## Descripció

### Castell

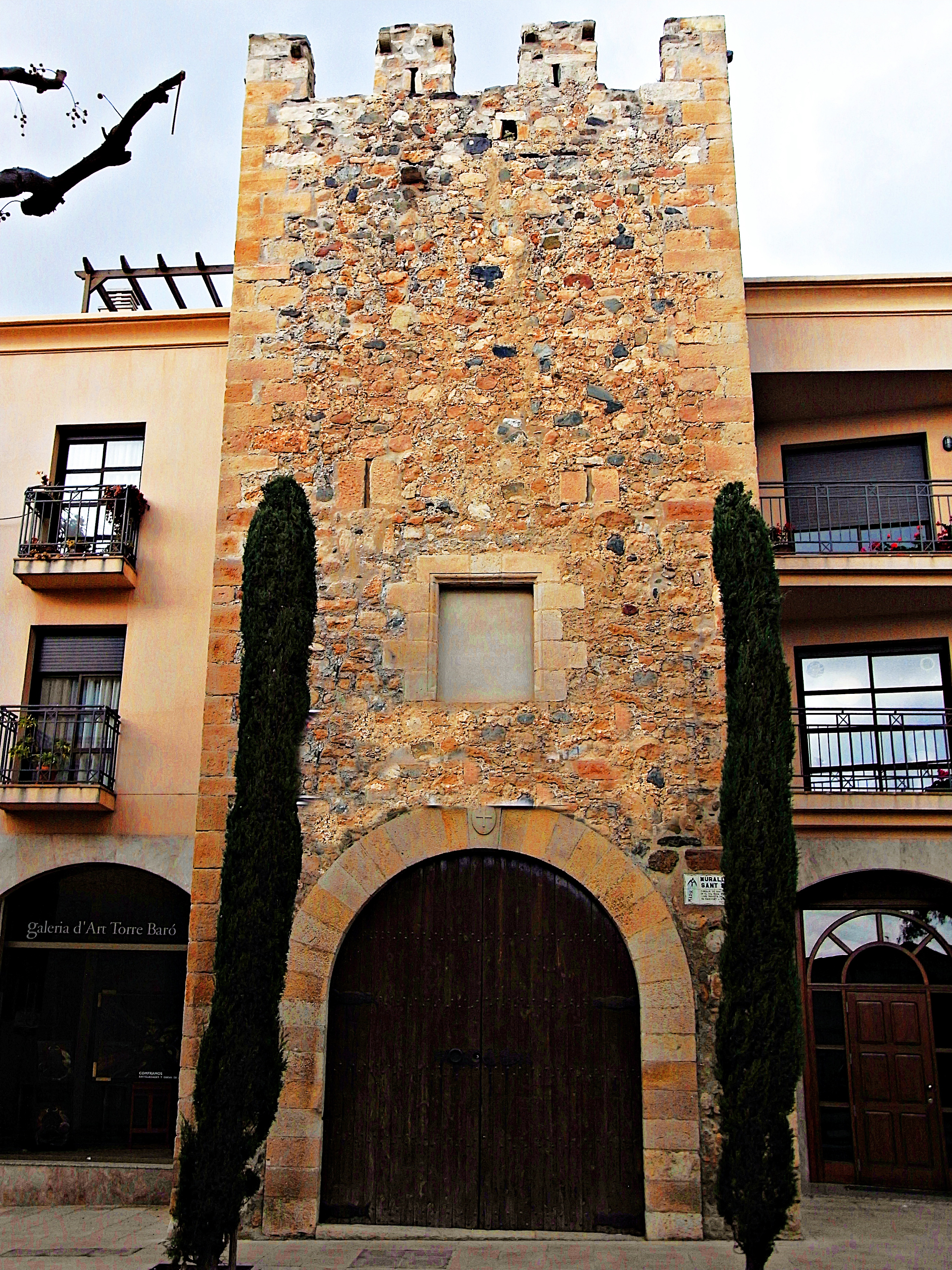
Muralles. Torre del Sol de la Vila o Torre de Baró (desembre 2010)

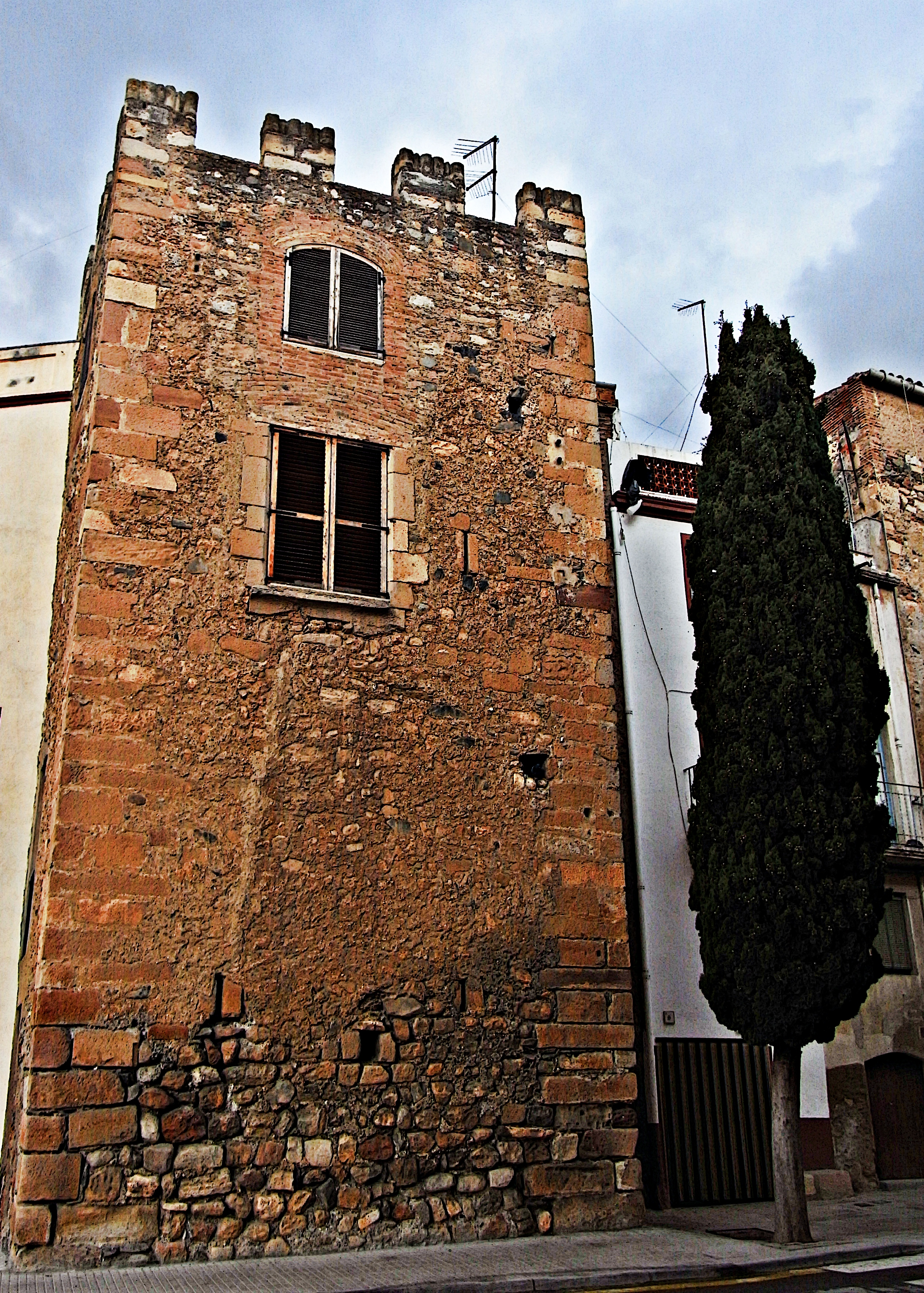
Muralles. Torre de les Clavagueres (gener 2011)

El castell és a l'extrem nord del raval de Vilanova. Gràcies a unes excavacions dutes a terme l'any 1986 per Eva Subias es coneix l'estructura rectangular del segle xii, nucli originari del castell. S'hi van excavar tres habitacions més modernes, una de les quals se sobreposava a la torre-habitació del segle xii. En una s'hi van trobar enderrocs del segle xix.
El castell de la Selva era, segons les restes conservades, d'una gran extensió. En el moment de la construcció de les muralles gòtiques, el castell passà a fortificar l'extrem de la zona closa rere muralles. Actualment, es pot veure sobretot un llarg pany de mur de la façana septentrional i un portal obert a sud-oest. A l'interior hi ha, en les excavacions arqueològiques de 1986, uns murs que tancaven un espai rectangular de 20 m de llarg per 7 m d'ample i un gruix del mur d'un metre. Aquesta construcció original s'ha datat al segle xii.
A aquesta torre o castell primitiu s'hi afegiren, en el mateix segle i posteriors, moltes altres construccions, en especial el llarg mur esmentat, d'uns 35 m de longitud i situat 10,5 m més al nord de la torre-habitació primitiva. D'aquest llarg mur en surt una paret a l'est que enllaça amb l'edifici original i un mur a l'oest, de 24 m de longitud que acaba a l'extrem sud amb la porta d'accés. Més cap al sud trobem l'església de Sant Andreu, del segle xvi, la construcció de la qual representà segurament la destrucció de la part de migjorn del segon recinte del castell.
La façana nord és la més ben conservada d'aquest recinte exterior. Té una alçada d'uns 6 m i, a la part oriental s'hi obren quatre finestres d'esqueixada doble força grans i fetes amb carreus ben tallats. La resta del mur és de pedres menys treballades, ben arrenglerades. Els caires de la façana són també fets amb carreus ben escairats. El mur perimetral exterior es dataria al segle xiii o fins i tot al segle xiv, molt posterior al cos interior.

### Muralles
L'anomenada primitivament «Vila Constantina» es coneix des de l'any 1149. La carta de poblament data del 1165 i fou atorgada per l'arquebisbe Hug de Cervelló. Probablement en aquesta època fou creada l'estructura urbanística medieval de la vila, força regular. L'eix principal era l'anomenat carrer Major, que va de nord-oest a sud-est. A l'extrem sud-est hi devia haver el portal del camí de Tarragona i a l'extrem contrari, el portal que menava a les muntanyes de Prades. De l'eix principal sortien, com en l'espina d'un peix, diversos laterals a banda i banda. Les referències documentals de les muralles, valls, torres i portals són molt abundants durant el segle xiii i la primera meitat del segle xiv.
Al segle xiii es creà el raval de la Vilanova i, arran de l'ordre del rei Pere III l'any 1363 de reforçar la vila, el conjunt de la vila closa original i el raval fou tancat rere unes muralles, segurament en part noves i en part herència de les primitives. En aquest moment es degueren construir les nombroses bestorres com les que encara es poden veure avui dia. A la primeria del segle xv la població de la Selva del Camp, totalment voltada de muralles, amb les corresponents torres de defensa quadrades, amb merlets, era en disposició de fer front a un setge o un assalt. Hi havia també quatre portals principals: el Sobirà, o Portal d'Amunt i el Jussà, o Portal d'Avall en sentit nord-sud i els de Ponent i Llevant.
Les muralles van ser reformades a l'època de la guerra dels Segadors (1640 - 1652), i també amb posterioritat. Fins al segle xix la vila conservà l'aspecte de plaça forta.